# Blennius normani
Espèce
Statut de conservation UICN

 LC  : Préoccupation mineure
Blennius normani est une espèce de poissons marins de la sous-famille des Blenniinae (famille des Blenniidae).

## Description
Blennius normani peut mesurer jusqu'à 110 mm, queue non comprise.

## Répartition

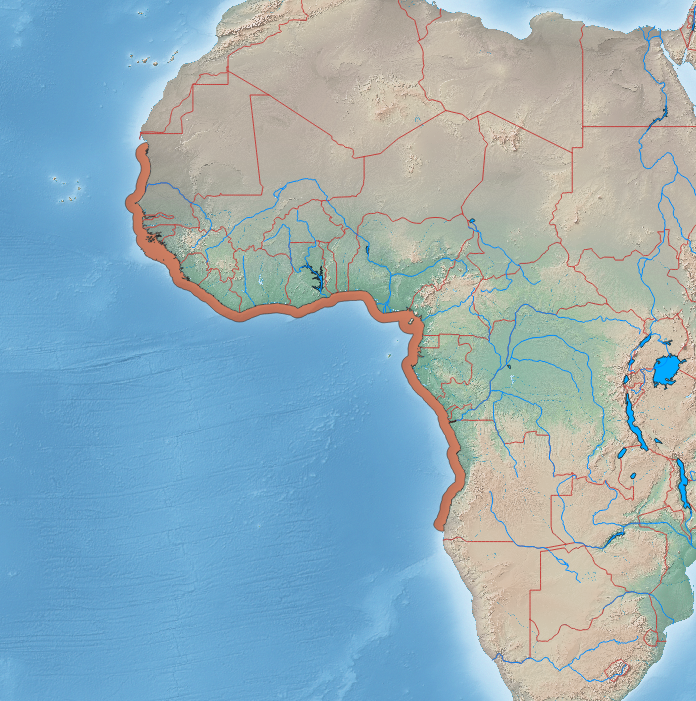
Aire de répartition de Blennius normani selon l'UICN (2025).

Ce poisson se rencontre dans l'Atlantique est, depuis les côtes de la Mauritanie jusqu'à celles de l'Angola.

## Systématique
Le nom valide complet (avec auteur) de ce taxon est Blennius normani Poll, 1949,.

### Étymologie
Son épithète spécifique, normani, lui a été donnée en l'honneur de l'ichtyologiste britannique John Roxborough Norman (1898-1944) que Max Poll salue en notant qu'il s'agit d'un « auteur d'ouvrages marquants qui nous font doublement regretter sa disparition prématurée ».

## Publication originale
- Max Poll, « Résultats scientifiques des croisières du Navire-École Belge "Mercator" - IV Poissons », Mémoires, Institut Royal des Sciences Naturelles de Belgique, Bruxelles, 2e série, vol. 33,‎ 1949, p. 173-269 (lire en ligne, consulté le 30 janvier 2025).